# Sitor Situmorang
Sitor Situmorang (Harianboho, 2 oktober 1924 – Apeldoorn, 20 december 2014) was een Indonesisch journalist, schrijver en dichter.
Situmorang studeerde en werkte over de hele wereld. Hij begon als journalist in zijn vaderland, maar werd in 1949 gezien als de opvolger van dichter Chairil Anwar.  Hij werkte en studeerde vanaf 1943 in Singapore, van 1950 tot 1952 in Amsterdam (studeerde daar het vak Nederlands), van 1952 tot 1957 in Parijs en studeerde van 1956 tot 1957 aan de Universiteit van Californië. Later woonde hij nog in Leiden (Indonesisch studeren), Islamabad en Apeldoorn.
In 1954 brak hij door als schrijver door "Surat Kertas Hijau" (Groene Brieven) in 1954, een collectie gedichten.

## Weblinks
- Poet Sitor Situmorang: The Passion of the Sound and the Wanderer. The Batak, 26 juni 2008

- Bibliothèque nationale de France: cb166764481 (data)
- Digitale Bibliotheek voor de Nederlandse Letteren: situ001
- Gemeinsame Normdatei: 1055753486
- International Standard Name Identifier: 0000 0000 8472 4807
- Library of Congress Control Number: n81126901
- Nederlandse Thesaurus van Auteursnamen: 068850980
- Système universitaire de documentation: 07373134X
- Virtual International Authority File: 207016516
- WorldCat: E39PBJqFP6MRjQv4BdQMVhYXVC